# ISO 3166-2:GU
ISO 3166-2:GU — стандарт Международной организации по стандартизации, который определяет геокоды. Является подмножеством стандарта ISO 3166-2, относящимся к Гуаму.
Стандарт охватывает острова Гуам. Геокод состоит из: кода Alpha2 по стандарту ISO 3166-1 для острова Гуам — GU. Одновременно Гуаму присвоен геокод второго уровня — US-GU как неинкорпорированной организованной территории США. Геокод являются подмножеством кода домена верхнего уровня — GU, присвоенного Гуамам в соответствии со стандартами ISO 3166-1.

## Геокоды Гуама
| Название | Alpha2 | Alpha3 | цифровой | Геокод по ISO 3166-2 | Статус                                        |
| -------- | ------ | ------ | -------- | -------------------- | --------------------------------------------- |
| Гуам     | GU     | GUM    | 316      | US-GU                | неинкорпорированная организованная территория |